# Cantó de Marsilhac
El cantó de Marsilhac és un cantó francès del departament de l'Alier, situat al districte de Montluçon. Té 13 municipis i el cap és Marsilhac.

## Municipis
- Arfuelha e Sant Prich
- Durdat-Larequille
- La Celle
- La Petite-Marche
- Marsilhac
- Mazirat
- Ronnet
- Saint-Fargeol
- Saint-Genest
- Saint-Marcel-en-Marcillat
- Sainte-Thérence
- Terjat
- Villebret

## Història
| Data d'elecció                           | Identitat        | Partit                     | Qualitat |
| ---------------------------------------- | ---------------- | -------------------------- | -------- |
| 1945-1967                                | Armand Blanchard | SFIO                       |          |
| 1967-1973                                | René Junier      | PS                         |          |
| 1973-2011                                | Bernard Barraux  | Divers droite, després UMP |          |
| 2011-                                    | Christian Chito  | Divers droite              |          |
| les dades anteriors no són pas conegudes |                  |                            |          |
|                                          |                  |                            |          |

## Demografia
| 1962  | 1968  | 1975  | 1982  | 1990  | 1999  | 2007  |
| ----- | ----- | ----- | ----- | ----- | ----- | ----- |
| 5.474 | 5.933 | 5.304 | 5.267 | 5.412 | 5.534 | 5.939 |